# Openbaringsgodsdienst
Een openbaringsgodsdienst is een godsdienst die hoofdzakelijk is gebaseerd op het gezag van een persoon of personen van wie de adepten aannemen dat zij een goddelijke openbaring hebben gehad.
In dit aspect zijn deze religies tegengesteld aan godsdiensten die zijn gebaseerd op religieuze filosofieën of ervaringen, zoals animistische godsdiensten.
Een openbaringsgodsdienst heeft doorgaans een heilig boek of een reeks van heilige boeken van waaruit geciteerd en gereciteerd wordt en waaraan groot gezag wordt toegekend. De geschriften van deze godsdiensten bevatten veelal zowel uitspraken over de tastbare werkelijkheid, als over metafysische zaken en zijn zowel beschrijvend als normatief van inhoud.
De bekendste openbaringsgodsdiensten zijn - van jong naar oud gerangschikt - de islam, het christendom en het jodendom. 
Vanuit een atheïstisch of agnostisch perspectief is het beschouwen van heilige boeken als normatief voor het dagelijkse gedrag niet aanvaardbaar noch gewenst.